# Vincenzo Cerulli
Vincenzo Cerulli (20 de abril de 1859 - 30 de maio de 1927) foi um astrônomo italiano que era dono de um observatório privado em Téramo, onde ele nasceu.

## Trajetória
Cerulli compilou um catálogo de estrelas com Elia Millosevich. Ele também observou Marte e desenvolveu a teoria de que os canais de Marte não eram reais, mas uma ilusão de óptica, uma teoria que posteriormente foi confirmada.
Ele descobriu um asteroide, o 704 Interamnia, que foi nomeado com o nome em Latim de Téramo, ele é um asteroide notável por ter um diâmetro relativamente grande com aproximadamente 350 km, o que o torna o quinto maior corpo localizado no tradicional cinturão de asteroides.
Uma cratera de 130 km em Marte foi nomeada em homenagem de Cerulli, assim como os asteroides 366 Vincentina e 31028 Cerulli.
Cerulli morreu em Merate, província de Lecco, em 1927.